# Доходный дом Общества изучения Амурского края
Дохо́дный дом О́бщества изуче́ния Аму́рского кра́я — здание бывшего доходного дома во Владивостоке. Построено в 1912—1914 годах. Автор проекта — инженер Н.Д. Федосеев. Памятник архитектуры модерна.
Историческое здание по адресу Светланская улица, дом 50 сегодня является объектом культурного наследия Российской Федерации.

## История
В феврале 1910 года Городская Дума Владивостока рассматривала ходатайство Общества изучения Амурского края о разрешении ему постройки доходного дома на участке, ограниченном переулком Светланским и улицами Светланской и Петра Великого. Дума постановлением № 34/1244 от 19.02.1910 года разрешила обществу построить дом. В 1912 году Общество заключило контракт с предпринимателем В. М. Шуиным на сдачу ему в аренду части участка с тем, чтобы дом, выстроенный Шуиным, с 1 ноября 1913 года перешёл в собственность Общества. 20 мая 1912 года в присутствии военного губернатора и иных лиц состоялась торжественная закладка будущего здания. 
Владивостокские газеты того времени писали, что В. М. Шуин намеревался возвести здание под музыкальный театр, проект которого якобы разработал архитектор В. К. Гольденштедт по образцу недавно построенного Нового Берлинского театра. В начале лета Шуин возвёл фундамент и полуподвальный этаж со стороны музея, но затем остановил стройку. С этого момента ещё недостроенное здание сменило несколько арендаторов. 29 января 1913 года в Обществе прошло общее собрание, посвящённое обсуждению и утверждению дополнительного договора с Шуиным. В связи с тем, что изначальные положения контракта были нарушены, фундамент и полуподвал перешли во владение Общества. 
Был заключён новый арендный договор с Торговым домом «Файнберг и Перельман», который обязался построить новый дом с количеством этажей не менее трёх по фасаду с улицы Светланской, с передачей в собственность Общества через 18 лет, то есть 1 июля 1932 года. 14 августа Торговый дом, с согласия Общества, принял полноправным компаньоном в дело владивостокского купца И. П. Ткаченко, а 30 сентября передал ему все права и обязанности по договору. К концу года дом был готов вчерне. Тогда строящееся здание перешло от Ткаченко в арендное владение Товарищества господ Бурлакова, Циммермана и Радомышленского, на условиях срока аренды до 1 января 1934 года.               
Перепроектированием и перестройкой здания под доходный дом занимались И. В. Машков и инженер Н. Д. Федосеев.
С октября 1918 года доходный дом на участке Общества изучения Амурского края перешёл во владение фирмы «Киосинша» за 1,5 млн рублей. 21 апреля 1919 года в подвале здания был открыт театр-кабаре «Би-Ба-Бо», просуществовавший год и в итоге прогоревший. В кабаре с декабря 1919 по февраль 1920-го работали футуристы Николай Асеев, Давид Бурлюк, Сергей Третьяков и Виктор Пальмов.  
С первых лет установления советской власти часть здания (зрительный зал, фойе и др.) были переоборудованы для кинотеатра «Комсомолец». Другую часть здания заняли различные учреждения. С 1924 года — помещения Государственного Дальневосточного университета (ГДУ) и геоботаническая лаборатория Дальневосточного краевого научно-исследовательского института (ДВКНИИ). 
С 1932 года в здании разместился Дальневосточный филиал Академии наук СССР, созданный известным исследователем природы Дальнего Востока академиком Владимиром Комаровым, ставшим председателем его Президиума. Это был первый в стране периферийный филиал Академии наук.

## Архитектура
Здание кирпичное, Г-образное в плане, имеет подвальный, цокольный и три основных этажа. Фасады, выходящие на три улицы, оштукатурены. Главный фасад асимметричен и композиционно расчленён на три неравные части — основную с глубокой двухэтажной лоджией и овальным полуфронтоном и два неравновеликих ризалита с лоджиями на уровне 2—3-го этажей и купольными крышами. Декор фасадов, в котором смешаны архитектурные элементы стиля модерн и других архитектурных стилей, решён в крупной пластике. В 1966 году при ремонте здания были разобраны купола крыши.                               